# كورنيت-د
كورنيت-دي هو حاملة صواريخ مضاد للدبابات روسية تعتمد على مركبة AMS 233 144 TIGR-M 4x4 عالية الحركة. وتستخدم نظام صواريخ «9إم133إم كورنت-إم» في كل من النوعين  أو الرؤوس الحربية الحرارية .
النظام قادر على إطلاق دفعة من صاروخين بفارق أقل من ثانية، إما على هدف واحد أو على هدفين مختلفين في وقت واحد. ويهدف إطلاق الصاروخين إما إلى هزيمة أنظمة الحماية النشطة أو ضمان تدمير الدبابة في حالة عدم وجود نظام حماية نشط. تم تجهيز كورنيت-دي بنظام تتبع أوتوماتيكي، والذي يتتبع كل صاروخ ويوجهه إلى أهدافه المخصصة دون مساعدة المشغل. يجب أن تتبع المركبة الهدف حتى ضرب الصاروخ للهدف ولا تعتمد على نظام «أطلق وانسى».

## المشغلين الحاليين
- الجزائر[2]
- البحرين
- روسيا[3][4][5]
- سوريا[6][7]